# Mohamed Boudjedra
Mohamed Boudjedra (Oran, 1954) est un écrivain, essayiste, urbaniste et architecte français d’origine algérienne.

## Biographie
Né à Oran en 1954, mais arrivé en France en 1956, Mohamed Boudjedra grandit dans le Paris des années 1960 et suit une formation d’architecte. À ce titre, il s’intéresse aux problèmes urbanistiques et paysagers, mais développe parallèlement une activité d’écrivain, publiant d’abord Barbès-Palace (éd. du Rocher, 1993), qui prend pour cadre le quartier de la Goutte-d’Or, dans le 18e arrondissement de Paris, puis en 2002 un deuxième roman, chez le même éditeur, le Directeur des promenades, dont l’action se situe pendant le siège qu’eut à subir en 1870 un Paris façonné par Haussmann. Auparavant, Mohamed Boujedra avait déjà composé un essai consacré à Philippe Djian (toujours aux éd. du Rocher). Enfin, plus récemment a paru de lui un troisième ouvrage, le Parti des coïncidences (chez Alma éditeur, 2012), fiction autour d'un concours d'architecture, située cette fois en banlieue parisienne.